# Tossal de Sant Ramon
El Tossal de Sant Ramon és una muntanya de 686 metres que es troba al municipi de Sant Ramon, a la comarca catalana de la Segarra.